# Ludwik Józef de Mathy
Ludwik Józef de Mathy (ur. 8 lutego 1727 w Gdańsku, zm. w 1802) – polski duchowny rzymskokatolicki, biskup pomocniczy poznański, protonotariusz apostolski, kanonik gnieźnieński.

## Życiorys
20 grudnia 1749 otrzymał święcenia prezbiteriatu.
20 września 1779 papież Pius VI prekonizował go biskupem pomocniczym poznańskim oraz biskupem in partibus infidelium tanazjańskim. 7 maja 1780 w Warszawie przyjął sakrę biskupią z rąk biskupa poznańskiego Antoniego Onufrego Okęckiego. Współkonsekratorami byli biskup chełmski Jan Alojzy Aleksandrowicz oraz koadiutor biskupa kijowskiego Kacper Kazimierz Cieciszowski.
Pochowany w katedrze śś. Apostołów Piotra i Pawła w Poznaniu.